# Antipapa Silvestre IV
O Antipapa Silvestre IV foi um antipapa de 1105 a 1111 em oposição ao Papa Pascoal II. Ele nasceu com o nome de Maginulfo.

## Biografia
O Papa Pascoal II foi eleito em 1099. Porém devido à Questão das Investiduras, os membros da aristocracia romana com o apoio do rei alemão Henrique V em 1105 elegeram Maginulfo, o arcipreste de Sant'Angelo in Pescheria, para substituir Pascoal II, enquanto ele estava fora de Roma. Após sua eleição, Maginulfo tomou o nome papal de "Silvestre IV" e foi consagrada na Igreja de Santa Maria Rotonda (o Panteão) e foi inaugurado como papa na Basílica de São João de Latrão em 18 de novembro de 1105. 
Quando Pascoal II voltou a Roma no dia seguinte, Silvestre IV fugiu para Tivoli e finalmente se fixou em Osimo, província de Ancona, sob a proteção do conde Guarniero di Ancona. Em 11 de abril de 1111, Pascoal II e o rei Henrique V chegaram a um acordo sobre a investidura dos bispos católicos.  Então o rei fez o antipapa abandonar sua reivindicação para o cargo de papa e submeter-se à Pascoal II. Ele foi autorizado a viver o resto de sua vida em Ancona com seu protetor, o Duque de Guarniero.